# The Daily Telegraph
The Daily Telegraph (chiamato anche solo «The Telegraph») è un quotidiano del Regno Unito, fondato nel 1855. È uno degli ultimi quotidiani stampati ancora secondo il formato "broadsheet", infatti la maggior parte dei quotidiani politici britannici si è spostata su un formato più piccolo e compatto, il tabloid. Il suo giornale domenicale, The Sunday Telegraph, è stato fondato nel 1961.

## Storia
Il primo numero del The Daily Telegraph and Courier uscì il 29 giugno 1855 al prezzo di due pence che, poche settimane dopo fu ridotto a un solo penny. All'epoca il quotidiano primo nelle vendite e nella pubblicità era il Times, che veniva venduto a 5 pence. Anno dopo anno, il Telegraph rosicchiò copie al Times. Nel 1856 vendeva già 30.000 copie. Tre anni dopo l'editore dichiarò di aver raggiunto lo storico concorrente. L'anno dopo incorporò il quotidiano Chronicle. Nel 1861 la tiratura dichiarata superava le 130.000 copie giornaliere, mentre il Times era fermo a 65.000. Nel 1871 il Telegraph superò ogni record toccando la cifra di 240.000 copie e diventando il giornale con la più grande diffusione nel mondo. Rimase il quotidiano più venduto nel Regno Unito fino alla fine del XIX secolo, quando fu superato dal Daily Mail.
Nel 1939 il Telegraph pubblicò lo scoop di Clare Hollingworth. Il 28 agosto di quell'anno la giornalista fu spettatrice della marcia delle truppe naziste verso il confine polacco, avvisaglia dell'invasione della Polonia.
Negli anni 1990 il quotidiano ebbe come corrispondente da Bruxelles il giovane Boris Johnson che, durante quella esperienza, cominciò a maturare le idee sovraniste che lo portarono ad essere il Primo ministro della Brexit.

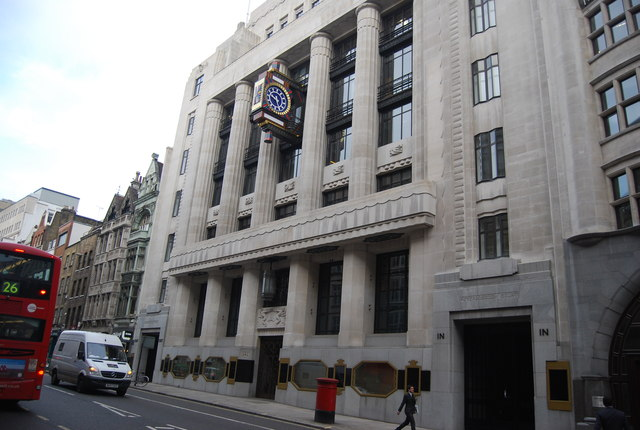
L'edificio del Daily Telegraph

Nel 2004 il quotidiano è stato acquistato dai fratelli David e Frederick Barclay. Secondo un sondaggio del MORI condotto nel 2004, il 61% dei lettori del Telegraph appoggia il Partito Conservatore. Nel novembre 2006 il Telegraph ha avuto la sua tiratura maggiore, con una media giornaliera di 901.238 copie. Questo dato va comparato con le 653.780 copie del Times, le 253.737 per The Independent, e le 382.393 per il Guardian. Anche nel 2007 è stato il quotidiano politico più venduto del Paese.

## Sito web
La versione digitale del quotidiano comprende sia gli articoli che compaiono nell'edizione cartacea, sia notizie diffuse esclusivamente sul web. È stato nominato "sito dell'anno" 2007 da parte dell'Unione consumatori del Regno Unito. Nel 2008 è stato oggetto di ulteriori lavori di potenziamento che hanno portato ad un'integrazione della redazione del giornale cartaceo con quella della versione digitale. Da allora tutti i giornalisti sono diventati "produttori di contenuti", senza distinzione riguardo al supporto su cui vengono pubblicate le notizie. Il nuovo sito è stato inaugurato nel luglio 2008. Nel 2009 ha ottenuto il premio per l'Editoria digitale (Digital Publisher of the year) conferito dall'Associazione degli editori online.